# Casa Raül Mir
La Casa Raül Mir és una obra eclèctica de Sant Sadurní d'Anoia (Alt Penedès) inclosa a l'Inventari del Patrimoni Arquitectònic de Catalunya.

## Descripció
Edifici entre mitgeres de planta baixa i dos pisos, amb terrat. La façana presenta una composició simètrica d'inspiració classicista. En són elements remarcables els permòdols de fullatges clàssics, la balustrada amb gerros de ceràmica i l'encoixinat simulat. El llenguatge constructiu de l'obra és l'eclecticisme.